# Controversia Marprelate
La controversia Marprelate es el nombre dado a una disputa dialéctica, ocurrida entre octubre de 1588 y septiembre de 1589, que se produjo tras un ataque contra la autoridad de la Iglesia de Inglaterra. 

## Motivos
La causa inmediata de los ataques fueron las leyes promulgadas por el Arzobispo de Canterbury, John Whitgift, contra los puritanos. Estos acusaban a la Iglesia de "resabios del papismo", sobre todo en lo concerniente a rituales, vestimentas y ceremonias, y a los obispos de "agentes del Anticristo" y "viles servidores de la condenación, generación viperina, escorpiones".
El ataque se produjo por medio de la publicación de siete libelos clandestinos de carácter satírico firmados por Martin Marprelate, seudónimo que se supone ocultaba a varios autores puritanos, entre ellos a John Penry, Job Throckmorton, Henry Barrow, John. Udall y Dudley Fenner. Otros escritores, como Thomas Cooper, obispo de Winchester, John Lily y Thomas Nashe, tomaron la defensa de la Iglesia.
Las sátiras de Marprelate están recogidas en el libro The Marprelate tracts (1588-1589), editado por Scolar P. en 1967, y entre las obras de Nashe destaca Una almendra para un papagayo, escrita bajo el seudónimo Pasquil.

## Persecución
Los folletos no se imprimían públicamente, sino en una imprenta clandestina que se trasladaba de lugar para evitar su descubrimiento. Sin embargo, John Hodgskin, Valentine Simmes y Arthur Thomlin fueron sorprendidos cuando imprimían More Worke for Cooper, y detenidos junto con el encuadernador, Henry Sharpe, acusados de evadir las leyes sobre imprenta. Sus testimonios condujeron a otros arrestos aunque no se consiguieron pruebas sobre el autor. La controversia terminó con dos muertes: John Penry fue condenado a la horca y ejecutado en 1953, y el reverendo D. Udall murió en la cárcel.
Whitgift consiguió en 1593 que Isabel I aprobase una ley (Religion Act) que convertía el puritanismo en un delito.